# Hans Thorner
Hans Adolf Thorner (* 6. Januar 1905 in Meißen; † 26. Februar 1991 in Charlottesville), später anglisiert zu Hans Adolph Thorner, war ein deutsch-britischer Neurologe.

## Leben
Thorner studierte Medizin. 1928 wurde er mit einer Arbeit über die Psychologie des Lesens an der Universität München zum Dr. med. promoviert. Seine Approbation erhielt er 1930. Von 1931 bis 1932 war er Assistent am Tierphysiologischen Institut der Universität Frankfurt. Anschließend war er bis 1933 Assistent an der Neurologischen Abteilung des Moabiter Krankenhauses.
Kurz nach dem Machtergreifung der Nationalsozialisten im Frühjahr 1933 wurde Thorner im Mai 1933 aufgrund seiner jüdischen Herkunft gemäß den Bestimmungen des Berufsbeamtengesetzes aus dem Staatsdienst entlassen. Daraufhin emigrierte er nach Großbritannien, wo er 1934 eine Stelle als Assistenzarzt am Peckham House Mental Hospital in London fand. Dort blieb er bis 1939 tätig.
1939 eröffnete Thorner eine Privatpraxis als Spezialist in psychologischer Medizin. Von 1942 bis 1946 arbeitete er dann als Nervenspezialist in der Britischen Armee im Rang eines Majors am Shenley Hospital.
Von den nationalsozialistischen Polizeiorganen wurde Thorner nach seiner Emigration als Staatsfeind eingestuft: Im Frühjahr 1940 setzte das Reichssicherheitshauptamt in Berlin ihn auf die Sonderfahndungsliste G.B., ein Verzeichnis von Personen, die im Falle einer erfolgreichen deutschen Invasion Großbritanniens durch die Sonderkommandos der SS-Einsatzgruppen mit besonderer Priorität ausfindig gemacht und verhaftet werden sollten.
1949 wurde Thorner ins Lehrkollegium des Instituts für Psycho-Analysis in London berufen. 1950 übernahm er eine Stellung als beratender Psychiater am Cassel Hospital für funktionale nervöse Störungen in Richmond (London).

## Schriften
- Experimentelle Untersuchungen zur Psychologie des Lesens. Teil I: Das Lesen von sinnleerem Material, s. l. 1929. (Dissertation).
- The Treatment of Psychoneurosis in the British Army. in: International Journal of Psychoanalysis, Jg. 27 1946, S. 52–59.
- Notes on a Case of Male Homosexuality. in: International Journal of Psychoanalysis, Jg. 30, 1949, S. 31–35.
- Examination Anxiety without Examination. in: International Journal of Psychoanalysis, Jg. 33, 1952, S. 153–159.
- The Criteria of Progress in a Patient during Analysis. in: International Journal of Psychoanalysis, Jg. 33, 1952, S. 479–484.
- Three Defences against inner Persecution in M. Klein. in: Melanie Klein, Paula Heimann, R. E. Money-Kyrle (Hrsg.): New Directions in Psycho-Analysis. The significance of infant conflict in the pattern of adult behaviour. Tavistock Publications, London 1955.
- Notes on the Desire for Knowledge. in: International Journal of Psychoanalysis, Jg. 62, 1981, S. 73–80.
- Either/or – A Contribution to the Problem of Symbolization and Sublimation. in: International Journal of Psychoanalysis, Jg. 62, 1981, S. 455–463.
- On Repetition. Its Relationship to the Depressive Position. in: International Journal of Psychoanalysis, Jg. 66, 1985, S. 231–236.